# Orrskär (båttillverkare)
Orrskär är ett svenskt företag som tillverkar båtar. Det finns flera olika modeller av Orrskär-båtar, som Orrskär 27, Orrskär 760, Orrskär 850 och Orrskär 1000. Orrskär 1000 är den ovanligaste sorten då det endast tillverkades ett fåtal exemplar.
Orrskär har gjort sig mest känt genom sitt deltgande i filmen Göta Kanal från 1981, där en Orrskär 1000 tävlar mot en Storebro genom hela Göta Kanal.